# Đánh bom Sayyidah Zaynab tháng 2 năm 2016
Vụ đánh bom liều chết Sayyidah Zaynab tháng 2 năm 2016 xảy ra vào ngày 21 tháng 2 năm 2016 sau khi một thành viên của ISIL kích nổ một chiếc xe bom và sau đó sử dụng hai phương tiện đánh bom liều chết, cách Thánh đường Hồi giáo Sayyidah Zaynab khoảng 400 mét, một nhà thờ dòng Shia, được cho là nơi chôn cất của cháu gái Đấng tiên tri Muhammad. 83 người thiệt mạng và 178 người bị thương, trong dó có nhiều trẻ em. Truyền thông Syria thông tin rằng vụ tấn công xảy ra khi học sinh đang tan học. Nhiều toà nhà và phương tiện đã bị phá huỷ. ISIL đã nhận trách nhiệm cho vụ tấn công.